# Zhenjin
Zhenjin (真金; Zhēnjīn), född 1243, död 1285, var andra sonen och tronarvinge till den kinesiska Yuandynastins grundare och kejsare Khubilai khan. Zhenjin fick sitt namn, som betyder "Äkta guld", av den buddhistiska munken Haiyuan.
Zhenjin fick tre söner; Kammala, Darmabala och Temür khan. Zhenjin fick titeln Prins 1273, men eftersom Khubilai khan överlevde Zhenjin, blev det Temür khan som fick kejsartiteln vid Khubilai khans död 1294. Mycket på grund av påverkan från Zhenjins inflytelserika förstafru Kököjin.